# تهند کوهی
تهند کوهی (به انگلیسی: Thand Kohi) یک منطقهٔ مسکونی در پاکستان است که در خیبر پختونخوا واقع شده‌است.